# Dazkarieh
Dazkarieh est un groupe de musique traditionnelle, de rock alternatif et néofolk portugais, originaire de Lisbonne. Jusqu'en 2014, date de sa séparation, le groupe compte un total de 7 albums.

## Biographie
Le groupe se forme en 1999 et se compose des musiciens Joana Negrão, Rui Rodrigues, João Campos et Vasco Ribeiro Casais,. La Suisse, le Canada, la Belgique, le Mexique, le Cap-Vert, la République tchèque, l'Espagne, l'Autriche, l'Estonie et surtout l'Allemagne sont quelques-uns des pays à travers lesquels ils ont déjà exposé leurs sonorités, inspirées de diverses cultures du monde et basées sur les instruments les plus divers, parmi lesquels nous soulignons la cornemuse galicienne, l'accordéon, la flûte traversière, les tin whistles irlandais, les percussions africaines, les percussions arabes, la basse et la guitare. Au départ, le groupe produisait des sons centrés sur un langage vocal imaginaire, créé par le groupe lui-même, dans le but évident de traiter la voix comme un instrument autonome, comparable aux autres.
Le groupe compte 7 albums jusqu'à sa séparation en 2014,,,.

## Membres
- Vasco Ribeiro Casais — nyckelharpa, bouzouki, cornemuse, braguesa, programmation
- Joana Negrão — voix, cornemuse, adufe, tambourin
- Rui Rodrigues — guitare, cavaquinho
- João Campos - batterie[2]

## Discographie
- 2002 : Dazkarieh I
- 2004 : Dazkarieh II - Espanta Espíritos
- 2006 : Incógnita Alquimia
- 2009 : Hemisférios
- 2011 : Ruído do Silêncio
- 2012 : Eterno Retorno
- 2014 : Finisterra